# Per-Albin-Hansson-Siedlung

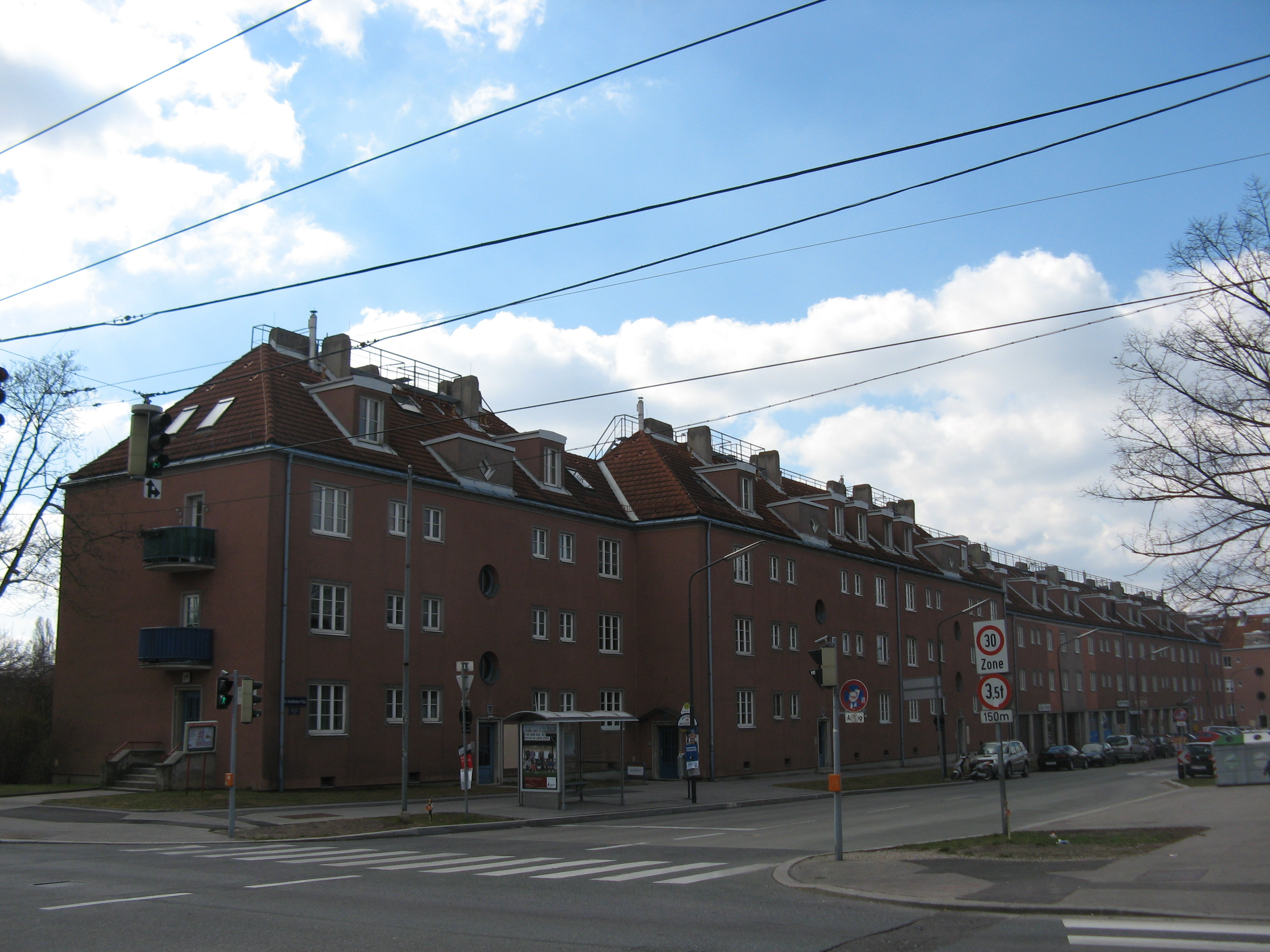
Mehrfamilienhäuser am Stockholmer Platz, Bauteil West

Per-Albin-Hansson-Siedlung ist der Name einer von der Stadtverwaltung im 10. Bezirk, Wien, Favoriten, auf dem Südhang des Laaer Berges angelegten großen Stadtrandsiedlung, die aus drei Teilen besteht. Heute leben in der Siedlung 14.000 Einwohner.
Sie ist nach dem 1932–1946 amtierenden schwedischen Ministerpräsidenten Per Albin Hansson benannt, zum Dank für die nach dem Zweiten Weltkrieg von Schweden geleistete Hilfe. An ihn erinnert eine Büste von Emil Näsvall, die 1951 auf dem Stockholmer Platz westlich der Favoritenstraße im Rahmen der Eröffnung der Siedlung enthüllt wurde.

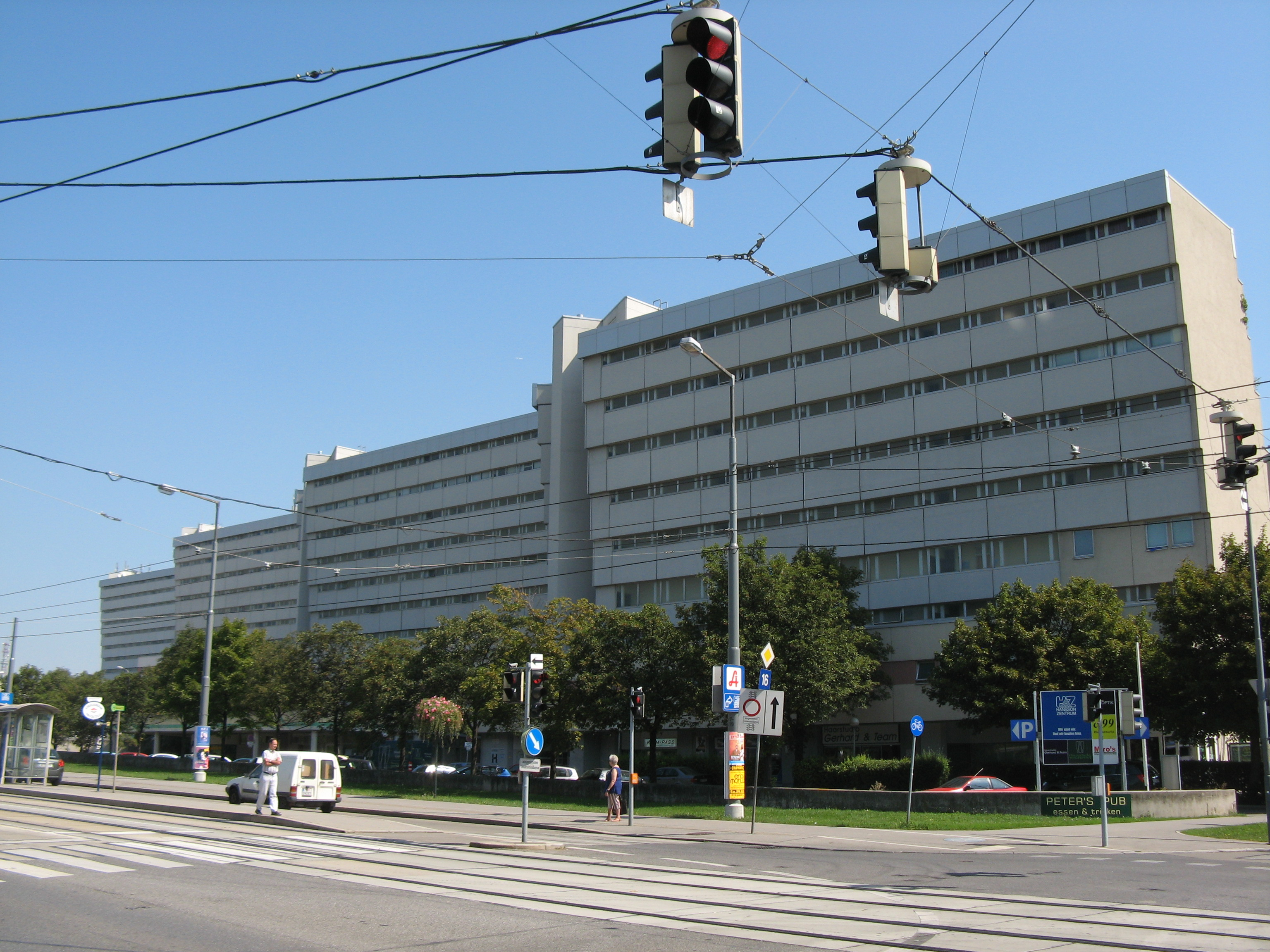
Olof-Palme-Hof, Westansicht (von der Favoritenstraße aus betrachtet)

Zum 70-jährigen Bestehen der Siedlung gab es 2019 eine Ausstellung in den Durchgängen der Häuser in Verbindung mit dem Bezirksmuseum Favoriten. Hier wurde die Geschichte aufgearbeitet und ein mehrere hundert Seiten dicker Katalog über die Per-Albin-Hansson-Siedlung herausgegeben.

## Bauteil West
Die von 1947 bis 1951 und von 1954 bis 1955 errichtete städtische Wohnhausanlage war der erste große Wohnbau Wiens nach dem Zweiten Weltkrieg und ist heute durch die Südosttangente im Westen und der Favoritenstraße im Osten begrenzt.
Die Pläne wurden von Friedrich Pangratz, Franz Schuster, Stephan Simony und Eugen Wörle, die anschließend an mehreren kommunalen Wohnbauprojekten für Wien arbeiteten, erstellt.
Die Anlage wurde nach der Idee einer Gartenstadt aus den 1920ern und 1930ern angelegt. Auf einer Gesamtfläche von ca. 300.000 Quadratmetern wurden sowohl einstöckige Reihenhäuser mit zugehörigen Gärten als auch Mehrfamilienhäuser errichtet und damit insgesamt 854 neue Wohnungseinheiten geschaffen.
Nur 10 Prozent des Areals sind verbaut, die restliche Fläche wurde in jeweils 250 Quadratmeter große Gärten für die Reihenhäuser aufgeteilt. Diese wurden in ihrer Dimensionierung so gewählt, dass sich eine Familie zwar selbst mit dem Anbau von Obst & Gemüse versorgen, jedoch nicht Profit daraus schlagen konnte.
In den Jahren 1991 bis 1994 kam es zu weitreichenden Sanierungsmaßnahmen an und in den Mehrfamilienhäusern. Es wurden Dachbodenausbauten durchgeführt und so 70 neue Wohnungen geschaffen. 200 Wohnungen wurden erstmals mit einem Bad und einer Zentralheizung ausgestattet. Im Zuge der Sanierung wurde der Siedlung auch ein neuer Farbanstrich gegeben.
Die Straßen und Gassen der Siedlung sind nach schwedischen Persönlichkeiten und Städten wie Bernadotte, Selma Lagerlöf, Malmö und Göteborg benannt. Zur Unterscheidung von den späteren Bauteilen wird die Siedlung auch als Per-Albin-Hansson-Siedlung West bezeichnet.
Das Areal rund um den Stockholmer Platz steht unter Denkmalschutz (Listeneintrag).

## Bauteil Nord
Nördlich des ersten Bauteils entstand westlich der Favoritenstraße zwischen Saligergasse und Pichelmayergasse von 1969 bis 1971 der zweite Teil der Siedlung, die kleinere Per-Albin-Hansson-Siedlung Nord. Hierbei handelt es sich um einen der ersten „Plattenbauten“ Wiens. Die Siedlung besteht aus dreigeschoßigen Mehrfamilienhäusern, die zu insgesamt 17 parallel und rechtwinklig zueinander verlaufenden Gebäuderiegeln gruppiert sind. Die Siedlung enthält insgesamt 532 Wohneinheiten.
Architekten dieser Siedlung waren Anny Beranek, Johannes (Hannes) Lintl, Otto Nobis, Anton Siegl, Josef Wenz, Franz Wosatka.

## Bauteil Ost
1970 bis 1974 wurde auf dem Gebiet östlich der Favoritenstraße, das bis zur Laaer-Berg-Straße reicht, in wesentlich dichterer Verbauung die Per-Albin-Hansson-Siedlung Ost, von den Einheimischen auch PAHO abgekürzt, errichtet. Mit etwa 5000 Wohnungen in insgesamt 62 Wohnbauten ist sie eine der größten Siedlungen Wiens. Der Wohnungsmangel dieser Zeit veranlasste die Stadt Wien in den 1970ern solche großen Massensiedlungen zu verwirklichen. Trotz dieser hohen Gebäude- und Wohnungsanzahl weist die PAHO viele Grünflächen auf.
Die Siedlung wurde in zwei Bauphasen errichtet. Für den ersten Teil, gebaut von 1971 bis 1972, wurden die Architekten Oskar und Peter Payer engagiert, der zweite Teil wurde von Hermann Kutschera geplant und von 1972 bis 1974 realisiert.
Die Bauten sind entweder parallel zueinander oder versetzt in Gruppen ausgerichtet. Man findet vier- bis neungeschoßige Wohnblöcke in der Siedlung, die aus Betonfertigbauteilen errichtet wurden. Die Fassaden sind flach und schmucklos und werden durch gleichmäßig angeordnete Loggien unterbrochen.

### Olof-Palme-Hof
Der Olof-Palme-Hof, errichtet in den Jahren 1972 bis 1976, bildete den Abschluss der Siedlung. Er wurde von den Architekten Carl Auböck und Wilhelm Kleyhons geplant.
Dabei handelt es sich um einen markanten zusammenhängenden Superblock, der aus vier unregelmäßig wabenförmig gruppierten Einheiten besteht, die nach Süd-Osten hin geöffnet sind. Verbunden sind die einzelnen Wohnblöcke durch dreieckige Stiegenhaustürme. Die Blöcke besitzen neun bis zwölf Stockwerke, die nach oben hin ein wenig zurückversetzt sind, sodass alle Wohnungen einen Balkon mit Sonneneinstrahlung aufweisen können. Diese südöstlich ausgerichteten Balkone nehmen die auch schon bei den Stiegenhaustürmen aufzufindende dreieckige Form wieder auf. Der Olof-Palme-Hof grenzt direkt östlich an die Favoritenstraße an und beinhaltet 400 Wohnungen.

## Kunst in der Siedlung

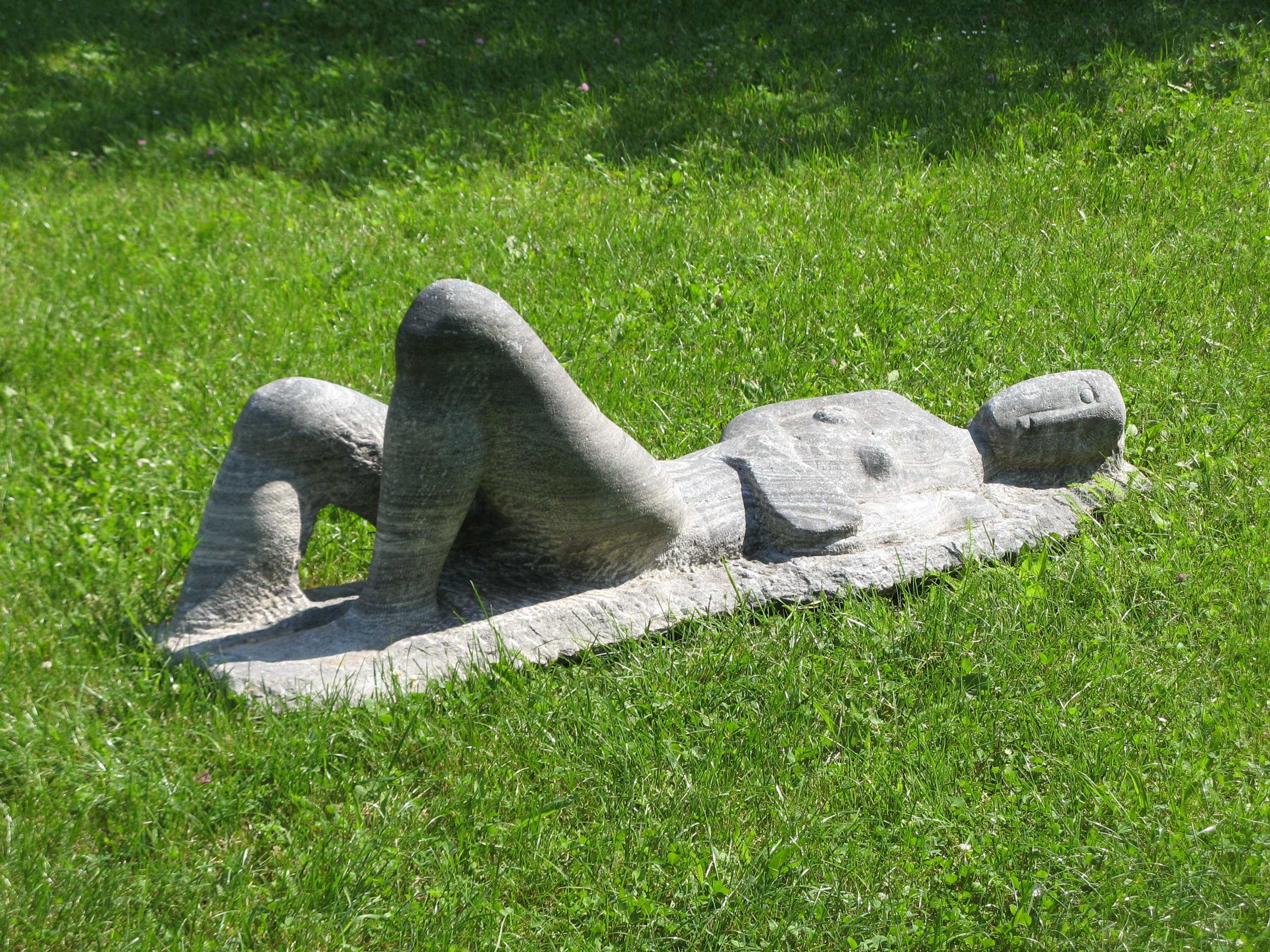
Alfred Kurz, Liegende, Steinskulptur 1974, Ost-Teil

In allen drei Teilen der Siedlung befindet sich Kunst im öffentlichen Raum. Während in der West-Siedlung lediglich eine Büste von Per Albin Hansson zu finden ist, gibt es im Nord-Teil sowie im Ost-Teil (PAHO) bereits mehrere Skulpturen. Im Bauteil-Ost findet man auch Wandmalereien, die 2018 im Zuge des Streetart-Festivals 3 weeks, 3 walls in Zusammenarbeit mit europäischen Künstlern entstanden sind.

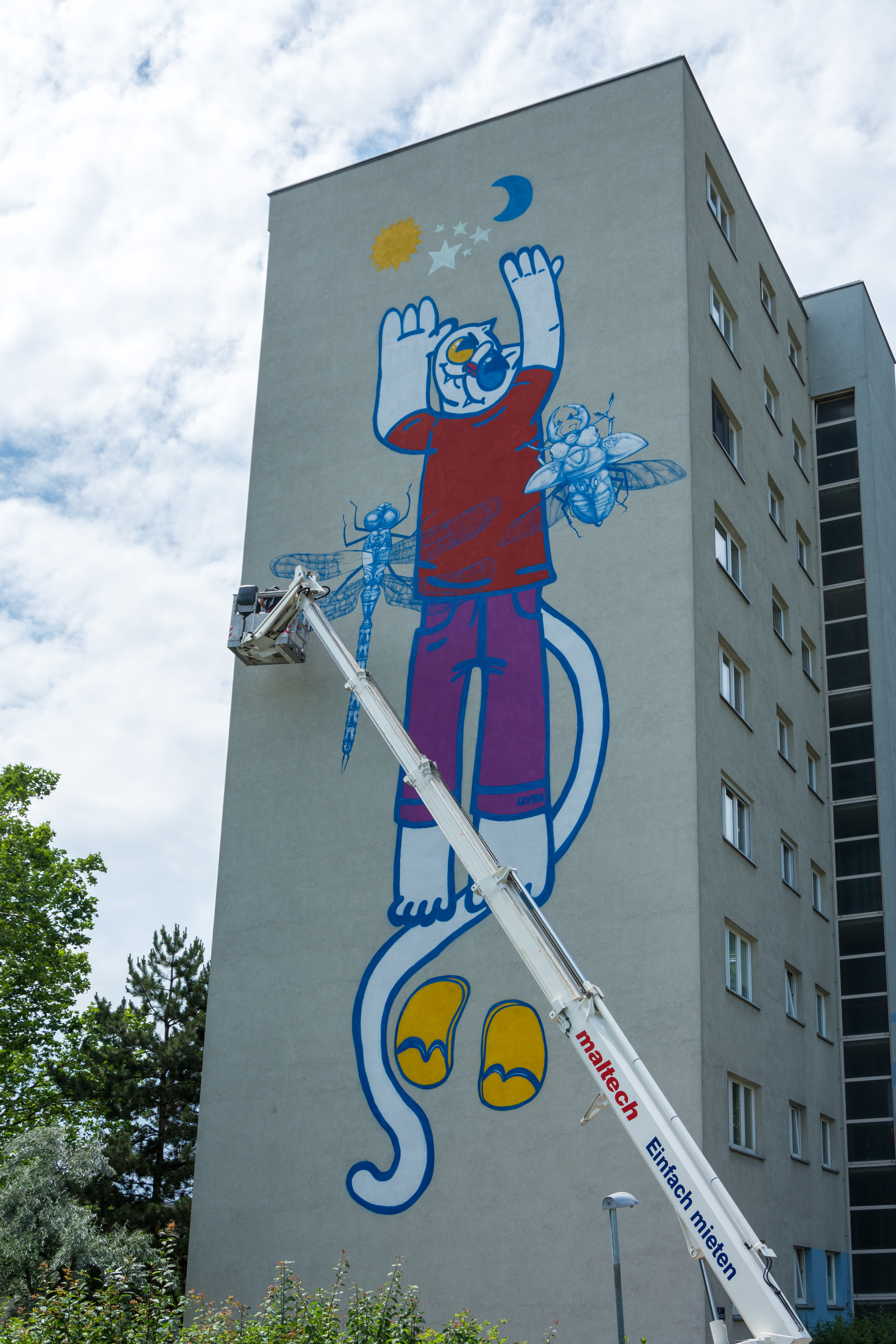
Cane, Gemeindebaukatze, 2018, Ost-Teil

## Infrastruktur
Es gibt kleine Geschäftsräumlichkeiten im Westteil der Siedlung. Im Nordteil befinden sowohl die 1962 fertiggestellte und 1963 eingeweihte katholische Pfarrkirche zum Heiligen Franz von Sales als auch die evangelische Thomaskirche. Im Bauteil Ost gibt es mehrere Bildungseinrichtungen, Kirchen, ein Fitnessstudio, Spiel- und Sportplätze, eine Sporthalle, eine Bücherei, das Bezirksmuseum Favoriten, ein Pflegeheim und diverse Ärzte. Zwischen Favoritenstraße und Olof-Palme-Hof befindet sich das Hanssonzentrum, ein Einkaufszentrum mit 47 Ladenflächen.
Zu den Bildungseinrichtungen der Siedlung zählen unter anderem eine Musikschule, eine zweisprachige Volksschule, Kindergärten sowie ein Gymnasium. Nördlich angrenzend wurde 2008 der FH Campus Wien eröffnet. In direkter Nachbarschaft befindet sich außerdem der Volkspark Laaerberg mit dem Laaerbergbad sowie der Kurpark Oberlaa mit der Therme Wien.

## Verkehrsanbindung
Die Siedlung ist auf der Favoritenstraße, einer Hauptverkehrsstraße in Nord-Süd-Richtung erreichbar. Den östlichen Abschluss der Siedlung bildet die Laaer-Berg-Straße, eine weitere bedeutende Ausfallstraße.
Mit der Verlängerung der U-Bahn-Linie U1, die am 2. September 2017 erfolgte, ist nun die Siedlung mit den Stationen U-Bahn-Stationen Alaudagasse, Neulaa und Oberlaa unmittelbar an die U-Bahn angeschlossen, die Fahrzeit zum Stephansplatz beträgt von Neulaa nun 13 Minuten.
Die Straßenbahnlinie 67 auf dem Ast zwischen Reumannplatz und Oberlaa wurde im Zuge des genannten U-Bahn-Ausbaus eingestellt.
In West-Ost-Richtung quert die Autobuslinie 17A den Bauteil West, die Linie 19A verkehrt ab der Station Alaudagasse als Rundkurs durch den Bauteil Ost.
Etwa 800 m nördlich der Siedlung befindet sich der Verteilerkreis Favoriten an der stärkst befahrenen Autobahn Österreichs, der Stadtautobahn Südosttangente. Diese Autobahn verläuft in einigem Abstand westlich hinter den Bauteilen Nord und West der Siedlung. Südlich der Bauteile West und Ost verkehrt die Donauländebahn (Güterverkehr zum Zentralverschiebebahnhof Wien-Kledering und zur Donauuferbahn).

## Persönlichkeiten
Neben dem jetzigen Bezirksvorsteher Marcus Franz stammt auch seine Vorgängerin Hermine Mospointner aus dieser Siedlung (beide SPÖ).
Die Parteivorsitzende der SPÖ, Pamela Rendi-Wagner, wuchs ebenfalls in der Siedlung auf.
Peter Seisenbacher, der ehemalige österreichische Judoka, der mehrere olympische Medaillen gewann, verbrachte seine Kindheit in der Per-Albin-Hansson-Siedlung und besucht auch regelmäßig eine dortige Pfarrkirche.